# Олейник, Александр Олегович
Олейник Александр Олегович  — профессиональный украинский кикбоксер и тайбоксер, девятикратный чемпион мира, выступающий в средней, полутяжелой и тяжелой весовых категориях. С шестилетнего возраста начал практиковать каратэ Киокушин. Вскоре стал чемпионом Украины среди молодёжи. В возрасте 17 лет начал заниматься Муай-тай. Имеет звание Заслуженный мастер спорта Украины по кикбоксингу и Мастер спорта Украины международного класса по тайскому боксу (Муай-тай) .
Впервые обрёл известность благодаря своей успешной любительской карьере, выиграв чемпионат Европы и чемпионат мира по тайскому боксу (IFMA), проходивших в 2010 году в Риме и Бангкоке соответственно. В этот период борец совмещал как любительскую, так и профессиональную карьеру. На профессиональной арене Олейник впервые выступил в 2007 году, выиграв свой дебютный бой в Брезно, Словакия. Два года спустя он стал Чемпионом мира среди профессионалов (ISKA) по Кикбоксингу в разделе K-1 в Хургаде (Египет). В 2010 году Александр стал победителем мирового Гран-При Кing оf КIngs -83 кг в Кишинёве. В след за этим он выиграл Кубок мира  "Татнефть" в весовой категории до 80 кг в 2011 году.
В январе 2012 года Александр Олейник занял 2-е место в мире в рейтинге профессиональных бойцов в полусреднем весе по версии сайта Liverkick.com. Он доказал это победами над четверкой топовых бойцов, среди которых Сем Браан, Константин Цуцу, Александр Стецуренко и Дмитрий Шакута.

## Карьера
Профессиональный дебют: 07.07.2007 (Словакия, Брезно)
Профессиональные поединки:
51 бой, 44 победы (16 досрочно), 7 поражений

### Профессиональная карьера
- 2017 – Обладатель титула и чемпионского пояса ISKA Pro-Am в весовой категории 88,5 кг (Зинген, Германия)
- 2017 – Победитель мирового Гран-при King of Kings 49 в Таллине в весовой категории до 85 кг (Таллин, Эстония)
- 2011 – Победитель Чемпионата мира на кубок Татнефть (Tatneft Cup) в весовой категории до 80 кг (Казань, Россия)
- 2010 – Победитель мирового Гран-при Кing оf Кings в весовой категории до 83 кг (Кишинев, Молдова)
- 2009 – Чемпион мира среди профессионалов по кикбоксингу в разделе K-1 по версии ISKA (Хургада, Египет)

### Результаты на любительском ринге
В 2018 году Александр Олейник стал девятикратным чемпионом мира по кикбоксингу и тайскому боксу по версии WAKO (2008—2009), IFMA (2009-2012) и ISKA (2017-2018).
- Чемпион мира по кикбоксингу в разделах К-1 и лоу-кик (Киев, Украина, 2018 - ISKA)
- Чемпион мира по тайскому боксу (Афины, Греция, 2017 – ISKA)
- Чемпион мира по кикбоксингу (Афины, Греция, 2017 – ISKA)
- Чемпион мира по тайскому боксу, IFMA — Бангкок, Таиланд — 2010 г.
- Чемпион Европы по тайскому боксу, IFMA — Италия, Рим 2010 г.
- Серебряный призёр чемпионата Европы по тайскому боксу, IFMA — Анталья, 2012 г.
- Бронзовый призёр чемпионата мира по тайскому боксу, IFMA — Таиланд, Бангкок 2009г, Ташкент 2011г, Санкт-Петербург 2012 г.
- Бронзовый призёр чемпионата Европы по тайскому боксу, IFMA — Анталья, 2011 г.
- Победитель кубка мира по тайскому боксу (Украина, Ялта — 2008)
- Победитель кубка мира по тайскому боксу (Украина, Ялта — 2009)
- Победитель кубка мира по кикбоксингу (Украина, Ялта — 2008)
- 14-кратный чемпион Украины по Тайскому боксу
- 7-кратный чемпион Украины по кикбоксингу.

## Таблица боёв
Видео
Промо:
https://www.youtube.com/watch?v=srZvrvfD-5g
https://www.youtube.com/watch?v=7bK_uXG_n00
https://www.youtube.com/watch?v=x_1HpNdQawA&list=PLSx_GjTPYIHIiktev4tUxzg1rpYy7d9iu&index=16